# Peter Walton
Pour les articles homonymes, voir Walton.
Peter Walton, né le 3 juin 1969 à Alnwick, est un joueur international écossais de rugby à XV évoluant au poste de troisième ligne.

## Biographie
Il a disputé son premier test match le 5 février 1994 contre l'équipe d'Angleterre. Il a disputé son dernier test match le 16 octobre 1999 contre l'équipe d'Espagne.
Walton a participé à la coupe du monde 1999 (3 matchs joués).

## Palmarès
- Vainqueur du Tournoi en 1999

## Statistiques en équipe nationale
- 24 sélections (+ 1 avec l’équipe A d'Écosse)
- Sélections par années : 5 en 1994, 1 en 1995, 5 en 1997, 3 en 1998, 10 en 1999
- Tournois des Cinq Nations disputés: 1994, 1997, 1998, 1999